# Leptotrichella crenulata
Leptotrichella crenulata là một loài Rêu trong họ Dicranaceae. Loài này được (Broth.) Ochyra mô tả khoa học đầu tiên năm 1997.